# Kypello Ellados 1958-1959
La Kypello Ellados 1958-1959 è stata la 17ª edizione del torneo. La competizione è terminata il 5 luglio 1959. L'Olympiacos ha vinto il trofeo per l'ottava volta, battendo in finale il Doxa Drama.

## Quarti di finale
| Squadra 1       | Risultato   | Squadra 2          |
| --------------- | ----------- | ------------------ |
| Paniōnios       | 2 – 1       | Nikī Volo          |
| Apollōn Smyrnīs | 6 – 1       | Panamvrakikos Arta |
| Doxa Dramas     | 1 – 0       | PAOK               |
| Olympiacos      | 2 – 2 (dts) | AEK Atene          |

Rigiocata
| Squadra 1 | Risultato | Squadra 2  |
| --------- | --------- | ---------- |
| AEK Atene | 1 – 3     | Olympiacos |

## Semifinali
| Squadra 1   | Risultato   | Squadra 2       |
| ----------- | ----------- | --------------- |
| Doxa Dramas | 2 – 1       | Paniōnios       |
| Olympiacos  | 1 – 1 (dts) | Apollōn Smyrnīs |

Rigiocata
| Squadra 1       | Risultato | Squadra 2  |
| --------------- | --------- | ---------- |
| Apollōn Smyrnīs | 0 – 2     | Olympiacos |

## Finale
| Arbitro: | Stathatos |

|                       |           |                |
| Yfantis 52’ Bebis 59’ | Marcatori | 47’ Georgiadis |